# Primera División 'A' (Mexiko)
Die Primera División „A“ bezeichnete im mexikanischen Vereinsfußball 15 Jahre lang die zweithöchste Spielklasse des Landes. Sie wurde erstmals in der Saison 1994/95 ausgetragen und ersetzte in ihrer Eigenschaft als zweithöchste Spielklasse die bisherige Segunda División, die bereits seit 1950/51 besteht und mit Einführung der Primera División „A“ zur dritten Liga abgestuft wurde. Seit der Saison 2009/10 trägt die zweite Liga den Namen Liga de Ascenso. Diese Liga gilt als offizielle Rechtsnachfolgerin der Primera División „A“.

## Geschichte der Primera División „A“
Die Primera División „A“ wurde im Sommer 1994 kreiert, als ein zu diesem speziellen Zweck gebildetes Konsortium – bestehend aus 15 Vereinen und unterstützt von der FMF, dem mexikanischen Fußballverband – die Lizenz des finanziell angeschlagenen Erstligisten Universidad de Guadalajara erwarb, um eine neue Spielklasse zwischen erster und zweiter Liga zu schaffen. Diese „zwischengeschobene“ Liga, die seit ihrer Gründung den Namen Primera División „A“ führt, sollte durch die irreführende Namensgebung in sportlicher Hinsicht suggerieren, dass die hieran teilnehmenden Mannschaften sozusagen „erweiterte Erstligisten“ sind. Eine reine Augenwischerei, die vielmehr dazu diente, Lizenzen zu verscherbeln. Denn diese Art von Lizenzübertragungen war zu jener Zeit bereits in der Primera División gang und gäbe und bescherte dem Fußballverband von Mexiko eine ertragreiche Einnahmequelle, die durch die Schaffung einer weiteren Vollprofiliga, getarnt als Primera División „A“, weitere zusätzliche Einnahmen garantierte.

### Die Gründungsmitglieder
Die 15 Gründungsvereine der neuen Liga waren (in der Reihenfolge ihres sportlichen Abschneidens in der Eröffnungssaison): Atlético Celaya, CF Pachuca, Atlético San Francisco, Real San Luis, Inter de Tijuana, CD Irapuato, CD Marte, U.A. Querétaro, CF La Piedad, CD Acapulco, CD Zacatepec, Atlético Yucatán, CD Coras de Tepic, Gallos de Aguascalientes und Caimanes de Tabasco.

### Konstante Größen
In den 15 Spielzeiten ihres Bestehens unter der Bezeichnung als Primera División „A“ (von 1994/95 bis 2008/09) wirkten mehr als 80 Vereine in der Liga mit. Die wenigsten von ihnen erschienen oder verschwanden aus sportlichen Gründen. Vielmehr wurde die Liga beinahe seit Anbeginn beherrscht von unzähligen und kaum noch überschaubaren Lizenzverschiebungen, Umbenennungen und Umzügen. Nur wenige Vereine konnten sich in diesem Durcheinander als feste Größen erweisen. Am längsten dabei waren:
| Verein                     | Jahre | Spielzeiten                               | Anmerkungen / letzte Veränderungen                       |
| -------------------------- | ----- | ----------------------------------------- | -------------------------------------------------------- |
| UAT Correcaminos           | 14    | 1995/96–2008/09                           | sportlicher Abstieg aus der 1. Liga                      |
| Atlético Mexiquense        | 12    | 1997/98–2008/09                           | Farmteam von Deportivo Toluca                            |
| Cruz Azul Hidalgo          | 11    | 1995/96–2002/03, 2006/07–2008/09          | Farmteam von Cruz Azul                                   |
| Alacranes de Durango       | 10    | 1999/00–2008/09                           | sportlicher Aufstieg aus der 3. Liga                     |
| CD Zacatepec               | 9,5   | 1994/95–2003/04                           | spielte Cla 03/04 unter neuem Namen, danach Rückzug      |
| Club San Luis              | 9     | 1994/95–2001/02, 2004/05                  | sportlicher Aufstieg in die 1. Liga                      |
| CD Irapuato                | 9     | 1994/95–1999/00, 02/03, 05/06, 08/09      | spielte zwischenzeitlich in 1. und in 3. Liga            |
| Querétaro Fútbol Club      | 9     | 1997/98–2001/02, 04/05-05/06, 07/08-08/09 | sportlicher Abstieg aus der 1. Liga                      |
| Atlético Yucatán           | 8     | 1994/95–2000/01, 2002/03                  | verschwand zweimal durch Lizenzverkauf                   |
| Tampico-Madero FC          | 8     | 1995/96–1997/98, 01/02, 05/06-08/09       | Rückzug und Rückkehr durch Lizenzverkäufe                |
| CF La Piedad               | 7,5   | 1994/95–2000/01, Ape 2002/03              | verschwand durch Lizenzverkauf an den Celaya Fútbol Club |
| Real Sociedad de Zacatecas | 7     | 1996/97–2002/03                           | Rückzug zum Saisonende 2002/03                           |

### Der Modus
Die Liga begann 1994/95 mit 15 Vereinen und wuchs bis 1997/98 auf 21 Vereine an. Zwischen 1998/99 und 2005/06 wurde die Liga mit jeweils 20 Mannschaften ausgetragen. Bis dahin spielte jede Mannschaft je zweimal (einmal daheim und einmal auswärts) gegen jedes andere Team. In den Spielzeiten 2006/07 und 2007/08 bestand die Liga aus 24 Mannschaften, die nach regionalen Gesichtspunkten in zwei Gruppen eingeteilt waren. Bei diesem Modus spielte jede Mannschaft je zweimal (einmal daheim und einmal auswärts) gegen jedes andere Team aus derselben Gruppe sowie je einmal (entweder daheim oder auswärts) gegen die Mannschaften aus der anderen Gruppe. Die Aufstockung war bedingt durch eine Entscheidung der FMF, des mexikanischen Fußballverbandes, wonach seit der Saison 2006/07 jeder Erstligist ein Farmteam in der zweiten Liga unterhalten muss.
Vor Beginn der Saison 2008/09 wurde die Liga wieder einmal tiefgreifenden Veränderungen unterworfen und nochmals aufgestockt. Sie bestand zu dieser Zeit aus insgesamt 27 Mannschaften, die in drei Gruppen aufgeteilt waren und deren Zusammensetzung sich in der Winterpause änderte. Das bedeutet, dass die Gruppen der Apertura nicht identisch waren mit den Gruppen der Clausura. Details sind in der unten stehenden Rubrik zur Saison 2008/09 nachzulesen. Die jeweils in einer Gruppe befindlichen Mannschaften trugen pro Halbrunde (Apertura und Clausura) Hin- und Rückspiele gegeneinander aus. Zu Begegnungen mit den Mannschaften aus den beiden anderen Gruppen kam es frühestens in den Aufstiegs-Playoffs, für die sich die besten acht Mannschaften qualifizierten: die jeweils beiden bestplatzierten Mannschaften aus den drei Gruppen sowie die beiden punktbesten Mannschaften dahinter (also entweder die beiden besten Gruppendritten oder sogar ein Gruppenvierter, sofern er mehr Punkte verbuchen konnte als die beiden anderen Gruppendritten).
Analog den Veränderungen in der höchsten Spielklasse wurden seit der Saison 1996/97 zwei Meisterschaften pro Jahr ausgetragen. Die Sieger der beiden Wettbewerbe spielten am Saisonende den Aufsteiger aus. Zu beachten ist hierbei, dass zuletzt nur vom Verband zertifizierte Vereine zum Aufstieg berechtigt waren. Hätte ein nicht zertifizierter Verein auf sportlichem Wege den Aufstieg erreicht, hätte er ihn nicht wahrnehmen dürfen und stattdessen eine Siegprämie erhalten. In diesem Fall hätte der eigentliche Absteiger aus der Primera División zwei Entscheidungsspiele gegen die bestplatzierte zertifizierte Mannschaft der Primera División„A“ (ermittelt anhand der Gesamtjahrestabelle) austragen müssen. Beim Sieg des Erstligisten hätte es keinen Auf- und Absteiger gegeben, bei einem Sieg des Zweitligisten hätten die beiden Vereine ihre Ligazugehörigkeit getauscht.
Im Gegensatz zu den reglementierten Aufstiegsregelungen traf der Abstieg in jedem Fall das Team mit der schlechtesten Dreijahresbilanz.

## Die bisherigen Meister der Primera División „A“
Seit 1996/97 wurden zwei Meisterschaften pro Saison ausgespielt und zwei separate Sieger (Apertura und Clausura) ermittelt. Gewann eine Mannschaft beide Turniere, war sie automatisch auch Gesamtsieger und zum Aufstieg in die Primera División berechtigt. Gab es zwei unterschiedliche Sieger, trugen diese zum Saisonende das Aufstiegsfinale in einem Hin- und Rückspiel aus.
| Saison  | Meister/Gesamtsieger | Meister Apertura   | Meister Clausura    |
| ------- | -------------------- | ------------------ | ------------------- |
| 1994/95 | Atlético Celaya      | –                  | –                   |
| 1995/96 | CF Pachuca           | –                  | –                   |
| 1996/97 | UANL Tigres          | UANL Tigres        | UANL Tigres         |
| 1997/98 | CF Pachuca           | CF Pachuca         | Tigrillos de la UNL |
| 1998/99 | Unión de Curtidores  | Atlético Yucatán   | Unión de Curtidores |
| 1999/00 | CD Irapuato          | CD Irapuato        | CD Irapuato         |
| 2000/01 | CF La Piedad         | Aguascalientes     | CF La Piedad        |
| 2001/02 | Club San Luis        | CD Veracruz        | Club San Luis       |
| 2002/03 | CD Irapuato          | CD Irapuato        | Club León           |
| 2003/04 | Dorados de Sinaloa   | Dorados de Sinaloa | Club León           |
| 2004/05 | Club San Luis        | Club San Luis      | Querétaro FC        |
| 2005/06 | Querétaro FC         | Puebla FC          | Querétaro FC        |
| 2006/07 | Puebla FC            | Puebla FC          | Dorados de Sinaloa  |
| 2007/08 | Indios Cd. Juárez    | Indios Cd. Juárez  | Club León           |
| 2008/09 | Querétaro FC         | Querétaro FC       | Mérida FC           |

## Die Teilnehmer in der Saison 2008/09
In der Saison 2008/09 bestand die Liga aus 27 Mannschaften, die in drei Gruppen aufgeteilt waren. Die Aufteilung der Gruppen wurde in der Winterpause geändert, d. h. die Zusammensetzung der Gruppen in der Apertura war nicht identisch mit der Zusammensetzung in der Clausura.
In der Apertura bestimmte sich die Zusammensetzung nach regionalen Gesichtspunkten: in Gruppe 1 befanden sich die Mannschaften aus den westlichen Regionen des Landes, Gruppe 2 beherbergte die Mannschaften aus dem Norden sowie Socio Águila (ein Farmteam des Club América) aus der Hauptstadt und Gruppe 3 umfasste die Mannschaften aus dem Süden und Osten des Landes sowie aus der Hauptstadtregion (außer der Hauptstadt selbst). Die unten stehende Gruppeneinteilung gibt einen detaillierten Überblick über die Zusammensetzung der Gruppen in der Apertura 2008.
In der Rückrunde (Clausura) setzten sich die Gruppen wie folgt zusammen.
- eine Gruppe bestand aus Académicos Guadajalara, Alacranes de Durango, Albinegros de Orizaba (das einzige neue Team, das die Mannschaft der Tiburones Rojos Coatzacoalcos ersetzt), Cruz Azul Hidalgo, Jaguares de Tapachula, Lobos BUAP, Rayados de Monterrey 1A, Tecos UAG 1A und Club Tijuana Xoloitzcuintles de Caliente;
- eine Gruppe bestand aus Indios de Chihuahua, Irapuato, Mérida FC, Petroleros Salamanca, Potros Chetumal, Querétaro, Real Colima, Santos Laguna 1A und Socio Águila;
- eine Gruppe bestand aus Atlético Mexiquense, Dorados de Sinaloa, León, Pumas Morelos, Tampico-Madero, CD Tapatío, UANL-Tigres B, UAT Correcaminos und CD Veracruz.

Im Gegensatz zu der gemischten Gruppenzugehörigkeit in der Clausura 2009 bestimmte sich die Zusammensetzung der Gruppen in der Apertura 2008 nach regionalen Gesichtspunkten:

### Gruppe 1
| Verein       | Ort         | Bundesstaat     | Farmteam von   | Aufstiegszertifikat |
| ------------ | ----------- | --------------- | -------------- | ------------------- |
| Académicos   | Guadalajara | Jalisco         | CF Atlas       | nein                |
| Dorados      | Culiacán    | Sinaloa         | Necaxa         | ja                  |
| CD Irapuato  | Irapuato    | Guanajuato      | eigenständig   | ja                  |
| Club León    | León        | Guanajuato      | eigenständig   | ja                  |
| Petroleros   | Salamanca   | Guanajuato      | Club San Luis  | nein                |
| Real Colima  | Colima      | Colima          | eigenständig   | nein                |
| CD Tapatío   | Guadalajara | Jalisco         | CD Guadalajara | nein                |
| Tecos UAG 1A | Zapopan     | Jalisco         | UAG Tecos      | nein                |
| Club Tijuana | Tijuana     | Baja California | eigenständig   | ja                  |

### Gruppe 2
| Verein              | Ort                   | Bundesstaat  | Farmteam von      | Aufstiegszertifikat |
| ------------------- | --------------------- | ------------ | ----------------- | ------------------- |
| Alacranes           | Victoria de Durango   | Durango      | eigenständig      | ja                  |
| Indios de Chihuahua | Chihuahua             | Chihuahua    | Indios Cd. Juárez | nein                |
| Querétaro FC        | Santiago de Querétaro | Querétaro    | eigenständig      | ja                  |
| Rayados 1A          | Monterrey             | Nuevo León   | CF Monterrey      | nein                |
| Santos Laguna 1A    | Torreón               | Coahuila     | Santos Laguna     | ja                  |
| Socio Águila FC     | Mexiko-Stadt          | Mexiko-Stadt | Club América      | nein                |
| Tampico-Madero FC   | Tampico               | Tamaulipas   | eigenständig      | nein                |
| Tigres B            | San Nicolás           | Nuevo León   | UANL Tigres       | nein                |
| UAT Correcaminos    | Ciudad Victoria       | Tamaulipas   | eigenständig      | ja                  |

### Gruppe 3
| Verein                 | Ort                 | Bundesstaat  | Farmteam von        | Aufstiegszertifikat |
| ---------------------- | ------------------- | ------------ | ------------------- | ------------------- |
| Atlético Mexiquense    | Toluca de Lerdo1    | México       | Deportivo Toluca    | ja                  |
| Cruz Azul Hidalgo      | Ciudad Cooperativa2 | Hidalgo      | CD Cruz Azul        | ja                  |
| Jaguares de Chiapas 1A | Tuxtla Gutiérrez    | Chiapas      | Jaguares de Chiapas | nein                |
| Lobos BUAP             | Puebla              | Puebla       | Puebla FC           | ja                  |
| Mérida FC              | Mérida              | Yucatán      | Monarcas Morelia    | ja                  |
| Potros Chetumal        | Chetumal            | Quintana Roo | CF Atlante          | nein                |
| Pumas Morelos          | Cuernavaca          | Morelos      | UNAM Pumas          | nein                |
| Tiburones Rojos        | Coatzacoalcos       | Veracruz     | CF Pachuca          | nein                |
| CD Veracruz            | Veracruz            | Veracruz     | eigenständig        | ja                  |

| Anmerkungen: |
| 1 Gelegentlich trägt Atlético Mexiquense seine Heimspiele auch in dem ca. 60 Kilometer südlich von Toluca gelegenen Ort Ixtapan de la Sal aus, um mehr Zuschauer anzulocken. 2 Ciudad Cooperativa, das frühere Jasso, ist die ursprüngliche Heimat des CD Cruz Azul, der heute in Mexiko-Stadt beheimatet ist und zu den vier populärsten Vereinen des Landes zählt. |